# Micrerethista denticulata
Micrerethista denticulata är en fjärilsart som beskrevs av Davis 1998. Micrerethista denticulata ingår i släktet Micrerethista och familjen äkta malar.
Artens utbredningsområde är Thailand. Inga underarter finns listade i Catalogue of Life.